# Culture scientifique
 (décembre 2016).
Si vous disposez d'ouvrages ou d'articles de référence ou si vous connaissez des sites web de qualité traitant du thème abordé ici, merci de compléter l'article en donnant les références utiles à sa vérifiabilité et en les liant à la section « Notes et références ».
 (décembre 2016).
La culture scientifique est un domaine de la connaissance qui concerne les sciences et les techniques, en particulier sous l'angle de leur impact sur la société, et la méthode scientifique en fait un ensemble de méthodes appliquées à de nombreux thèmes et domaines. 
La culture scientifique diffère de la communication scientifique et technique ou de l'information scientifique et technique car ces activités s'adressent essentiellement aux professionnels des disciplines scientifiques. La culture scientifique s'adresse à tous les individus en les considérant en tant que citoyens.

## Importance
« La culture scientifique fait et devrait faire partie de la culture générale ». Les prix Nobel de sciences (physiologie ou médecine, physique, chimie) et le Prix Nobel de littérature
sont une forme de reconnaissance de ces deux versants de notre culture.
Selon le site latitudesciences.ird.fr, « la culture scientifique ne se limite pas à l’enseignement des sciences à l’école. Il est important qu’elle s’affirme comme un élément à part entière de la culture, de manière à permettre à tous de participer aux débats d’idées et aux prises de décisions concernant les choix scientifiques ». 
Le site officiel de l'Education nationale destiné aux enseignants eduscol.education.fr, place la priorité sur l'enseignement des sciences et la pratique de la démarche scientifique : « L'acquisition des éléments essentiels de la culture scientifique et technologique est adossée aux enseignements des mathématiques, des sciences de la vie et de la Terre, de la physique-chimie et de la technologie. Elle repose sur la pratique de démarches scientifiques dès le plus jeune âge et tout au long de la vie et contribue à développer la conscience du monde qui nous entoure ». 

## Histoire de la science

### Renaissance (Europe)
Le XVIe siècle voit le début de plusieurs révolutions scientifiques en Europe.
Méthode scientifique. Astronomie, héliocentrisme. Alchimie, chimie. Physiologie. Imprimerie.

## Cultures scientifique, technique et industrielle

### Patrimoine scientifique et technique
La France dispose d'un important patrimoine dans le domaine scientifique dont la conservation et la valorisation entre dans le champ de la culture scientifique et technique, comme le premier réacteur nucléaire français Zoé, aujourd'hui reconverti en espace-musée, ou l'ancien synchrotron.

### Réseau des centres de culture scientifique
La France est dotée d'un réseau de Centres destinés à la diffusion de la culture scientifique, technique et industrielle, dits CCSTI. L'association des musées et centres pour le développement de la culture scientifique, technique et industrielle (amcsti) revendique 200 adhérents tandis que la Réunion des CCSTI liste 48 acteurs parmi lesquelles se mêlent les centres CCSTI en tant que tels et les grands opérateurs de la recherche publique comme le CNRS, le CEA ainsi que des industriels présents dans le champ de la technologie et de la culture scientifique, technique et industrielle. Les centres CCSTI sont souvent des petites structures très souples placée sous le régime de la loi sur associations à but non lucratif du 1er juillet 1901. Elles sont souvent animées par les collectivités territoriales et associent à leur gouvernance les acteurs de la recherche scientifique.